# Julija Switlytschna

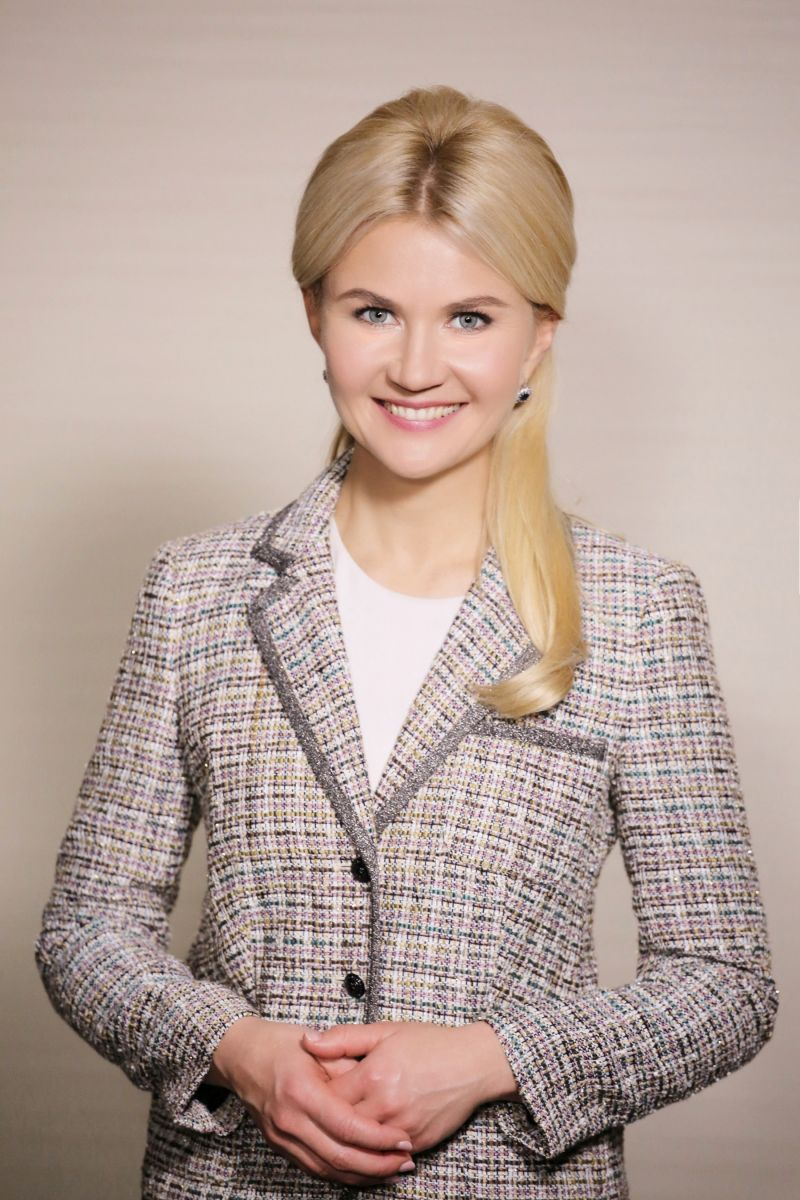
Julija Switlytschna (2017)

Julija Oleksandriwna Switlytschna (ukrainisch Юлія Олександрівна Світлична, * 6. Juni 1984 in Charkiw) ist eine ukrainische Politikerin. 

## Biografie
Sie schloss die Schule in Wowtschansk ab und studierte von 2001 bis 2005 an der Charkiwer Staatlichen Universität für Lebensmittel und Handel mit dem Schwerpunkt internationale Wirtschaft. Anschließend erwarb sie einen Masterabschluss in öffentlicher Verwaltung am Regionalinstitut Charkiw der Nationalen Akademie für öffentliche Verwaltung. 2006 wurde sie stellvertretende Generaldirektorin von GAMMA, einem auf den Elektronikhandel spezialisierten Unternehmen.
Von 2006 bis 2014 leitete sie mehrere Abteilungen der Hauptwirtschaftsabteilung der Regierung der Oblast Charkiw. Ab Ende 2014 war sie die Vizegouverneurin der Oblast Charkiw. Bei den regulären Kommunalwahlen 2015 wurde sie als Mitglied des Block Petro Poroschenko (BPP) zur Abgeordneten des Parlaments der Oblast Charkiw gewählt. Im selben Jahr wurde sie zur Fraktionsvorsitzenden des BPP im Charkiwer Parlament gewählt. Am 15. Oktober 2016 wurde sie vom Präsidenten zur Gouverneurin der Oblast Charkiw ernannt. Damit wurde Switlytschna die jüngste Gouverneurin in der Geschichte der Ukraine und die erste Frau in diesem Amt in der Oblast Charkiw. Im selben Jahr initiierte sie die Eröffnung des Büros der Europäischen Bank für Wiederaufbau und Entwicklung in der Oblast Charkiw.
Nachdem Wolodymyr Selenskyj 2019 Präsident wurde, stimmte das Ministerkabinett der Ukraine Switlytschnas Wiederernennung zur Gouverneurin Charkiws zu. Später wurde diese Position von Oleksij Kutscher geleitet und Switlytschna wurde Kandidatin für das Amt der stellvertretenden Sekretärin des Nationalen Sicherheitsrats. Während der Quarantäne in der COVID-19-Pandemie in der Ukraine übergab sie persönliche Schutzausrüstung und medizinische Ausrüstung an regionale medizinische Einrichtungen. Bei den außerordentlichen Wahlen zur Werchowna Rada der 9. Legislaturperiode im April 2020 wurde sie zur Abgeordneten des Bezirks Nr. 179 der Oblast Charkiw gewählt.